# Héléna Soubeyrand
Pour les articles homonymes, voir Soubeyrand.
Héléna Soubeyrand, née le 4 novembre 1984 à Saint-Germain-en-Laye est une actrice française.

## Biographie
Helena Soubeyrand est illustratrice et comédienne . Elle commence sa carrière  dans des téléfilms en 2002 après une formation de trois années au conservatoire du 14e arrondissement de Paris.  Premier film Taken, avec Liam Neeson, écrit par Luc Besson et L'Ennemi public no 1 de Jean-François Richet, aux côtés de Vincent Cassel. En 2008, elle décroche son premier rôle principal dans Les Héritières pour France Télévisions réalisé par Harry Cleven ; une adaptation libre du Roi Lear, avec Jacques Weber, Amira Casar.
Puis sous  a direction de Doug Liman en  NBCUniversal, Covert Affairs. Elle devient Anne de Bretagne, la Reine de France, dans la série Borgia. 
En 2015, elle interprète aux côtés de Gérard Jugnot un duo d'avocats pour la collection La Loi d'Alexandre sur France 3, elle est choisie l'année suivante par l'acteur et réalisateur Roshdy Zem pour incarner Régina Badet dans son film Chocolat aux côtés d'Omar Sy, un film qui retrace l'histoire du premier artiste noir sur la scène française Rafael Padilla.
En 2016, Helena Soubeyrand retrouve deux productions anglo-saxonne, dans la série Spotless et la préceptrice de la Reine d'Angleterre dans la série à succès de Netflix The Crown.
En 2018, en parallèle à sa vie d'actrice, Héléna Soubeyrand est artiste et illustratrice, elle a été choisie par la marque Sisley comme égérie et artiste pour la sortie du produit Stylo lumière. Elle continue de collaborer avec de nombreuses marques. 
Au cinéma, en 2020, dans Parents d'élèves de Noémie Saglio aux côtés de Camélia Jordana et Vincent Dedienne.

## Filmographie

### Cinéma

#### Longs métrages
- 2008 : Taken de Pierre Morel : Fille avec la veste
- 2008 : L'Ennemi public no 1 de Jean-François Richet : La copine arrestation
- 2014 : Tiens-toi droite de Katia Lewkowicz : Jeune fille élection Miss
- 2016 : Chocolat de Roschdy Zem : Régina Badet
- 2017 : Jalouse de David Foenkinos et Stéphane Foenkinos : La voisine
- 2020 : Parents d'élèves de Noémie Saglio : Sophie Leprince

#### Courts métrages
- 2006 : À l'unisson de Mitra Hekmat
- 2007 : Survivant(s) de Vincent Lecroq : Manuela
- 2013 : On ne badine pas avec Rosette d'Aure Atika : Camille

### Télévision

#### Séries télévisées
- 2003 : L'Instit : Dominique

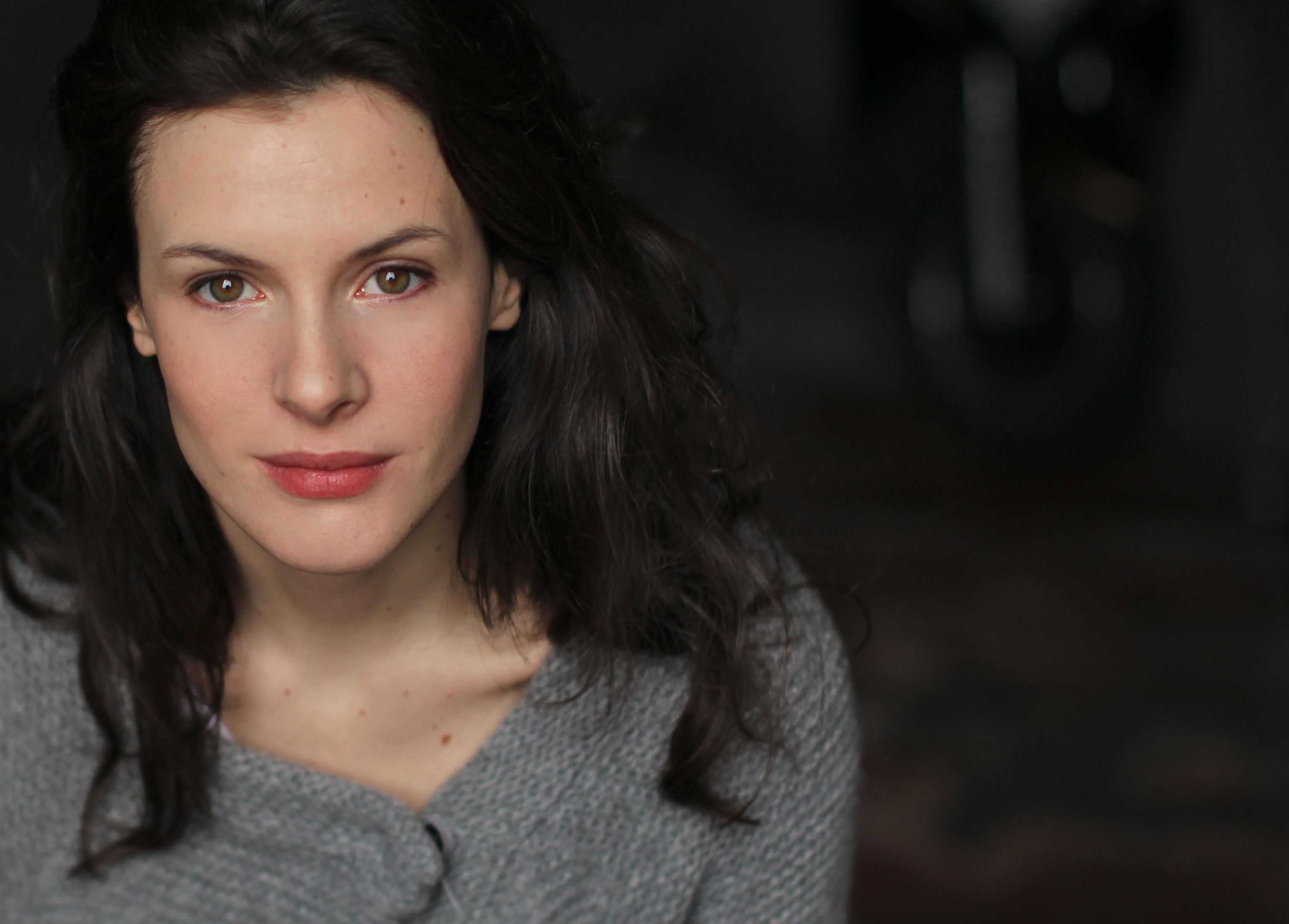
Héléna Soubeyrand

- 2005 : Diane, femme flic : Louise (épisode Jeune Fille en crise)
- 2006 : Navarro : Margaux Ferriere  (épisode Familles blessées)
- 2011 : Covert Affairs : Salma Devrient (saison 2, épisode 2 : Good Advices)
- 2012 : Bref (épisode 81 : Lui c'est Kheiron)
- 2013 : Borgia : Anne de Bretagne (saison 2, épisodes 7 et 8 : Le dimanche de la Trinité et Une moralité)
- 2015 : La Loi d'Alexandre de Claude-Michel Rome : Karine
- 2015 : Spotless : Clothilde Bastiere
- 2017 : The Crown : Marie-Antoinette de Bellaigue
- 2018 : Nina : Gaëlle (saison 4, épisode 6)
- 2019 : Les Ombres rouges de Christophe Douchand
- 2019 : Jeux d'influence de Jean-Xavier de Lestrade
- 2019 : Cassandre de Hervé Renoh : Lise Vannier (saison 3, épisode 3 : Sans condition)
- 2021 : Police de caractères : Albane Montel (épisode 3 : Cadavre exquis)

#### Téléfilms
- 2003 : Ambre a disparu : Cindie
- 2007 : Marie Humbert, le secret d'une mère : Julie Humbert
- 2008 : Les Héritières : Vanina
- 2010 : Main basse sur une île : Milou
- 2014 : Meurtres à Guérande d'Éric Duret : Suzon Chauvet
- 2022 : Les Enfants des justes de Fabien Onteniente : Dora

### Publicités
- 2007 : Volkswagen ECF d'Olivier Baroux
- 2011 : SFR La chambre de bébé de Katia Lewkowicz
- 2014 : Forevermark de Benjamin Millepied

## Théâtre
- 2003 : La Salle de bain, mise en scène Jean-Luc Moreau, Comédie de Paris
- 2004 : Avis de Tempête, mise en scène Jean-Luc Moreau, Théâtre des Variétés
- 2009 : Suspendus, mise en scène Sei Shiomi, Théâtre de Nesle
- 2011 : Le Carton de Clément Michel, mise en scène Arthur Jugnot et David Roussel, Palais des glaces